# The Universal Want
The Universal Want è il quinto album in studio del gruppo musicale britannico Doves, pubblicato nel 2020.

## Tracce
1. Carousels – 4:50
2. I Will Not Hide – 4:15
3. Broken Eyes – 4:15
4. For Tomorrow – 5:28
5. Cathedrals of the Mind – 5:20
6. Prisoners – 4:26
7. Cycle of Hurt – 4:15
8. Mother Silverlake – 5:13
9. Universal Want – 5:21
10. Forest House – 3:43

Tracce Bonus (Ed. Giappone CD)
1. There Goes the Fear (Live acoustic) – 4:40
2. M62 Song (Four Tet Remix) – 6:26

12" Bonus Boxset Edizione Limitata
1. Carousels (The Comet Is Coming Remix) – 5:02
2. Carousels (The Comet Is Coming Instrumental) – 5:01
3. Carousels (Instrumental) – 4:54